# Претуро (Л'Аквила)
Претуро (итал. Preturo) је насеље у Италији у округу Л'Аквила, региону Абруцо.
Према процени из 2011. у насељу је живело 2076 становника. Насеље се налази на надморској висини од 687 м.